# Albert Gauthier de Clagny
Albert Gauthier de Clagny (Versailles, 14 settembre 1853 – Parigi, 16 dicembre 1927) è stato un politico, avvocato e bonapartista francese.

## Biografia

### I primi anni
Albert Gauthier de Clagny nacque il 14 settembre 1853. Entrò nel servizio militare nel corpo di cavalleria, ma successivamente decise di spostarsi nei Pirenei e in Italia per lavorare come scalpellino nelle cave di marmo. Tornò in Francia per studiare legge e si laureò nel 1882, divenendo avvocato presso il Consiglio di Stato e la Corte di Cassazione nel 1883.
Interessatosi di politica, Gauthier de Clagny fu uno dei sostenitori del generale Georges Ernest Boulanger, nonché membro del gruppo bonapartista dell'Appel au peuple, e tenne spesso discorsi contro il parlamentarismo in favore di una globale revisione della costituzione francese. Nel 1886 venne eletto consigliere generale del cantone di Sèvres, a sudovest di Parigi, rimanendo in tale carica per tutto il resto della sua vita. Nel 1889 divenne membro della Corte d'Appello di Parigi e fu nominato capo redattore del Journal de droit administratif.

### La carriera politica
Gauthier de Clagny si candidò per la prima volta alla camera dei deputati francese il 22 settembre 1889 e venne eletto al primo ballottaggio. Rispettato per la sua esperienza come avvocato, supportò apertamente il bonapartismo e si propose in favore del protezionismo del lavoro francese contro le competizioni provenienti dall'estero. Venne rieletto al primo ballottaggio il 20 agosto 1893 e nuovamente l'8 maggio 1898.
Nel 1897 Gauthier de Clagny divenne vicepresidente della Ligue des Patriotes, movimento d'azione nazionalista ed osservò da vicino l'evoluzione dell'affare Dreyfus, indignandosi della passività del governo nella questione, in particolare di Jean-Baptiste Billot.
Le ammissioni del colonnello Hubert-Joseph Henry ed il suo suicidio lo turbarono, al punto che il 2 settembre 1898 al giornale Le Jour dichiarò che quel fatto aveva "completamente stravolto le cose".
Il 27 aprile 1902 Gauthier de Clagny venne rieletto al primo turno e nuovamente il 6 maggio 1906. Quando il 13 luglio 1906 venne proposta la bozza di legge per reintegrare Dreyfus nell'esercito francese, Gauthier de Clagny fu tra gli anti-Dreyfusardi che si astennero. Dopo la scadenza del suo mandato il 31 maggio 1910 non concorse a nuove elezioni.
Morì a Parigi il 16 dicembre 1927.

## Opere
Albert Gauthier de Clagny fu autore di diverse proposte di leggi e risoluzioni, come ad esempio:
- Albert Gauthier de Clagny, Du "Postliminium". De la Déclaration d'absence. Situation des biens de l'absent pendant la période d'envoi en possession provisoire., Paris, F. Pichon et A. Cotillon, 1880.
- Albert Gauthier de Clagny, De la Validité du mariage des prêtres, Paris, France. Cour de cassation / L. Cerf, 1888.
- Albert Gauthier de Clagny, Une erreur judiciaire, Paris, A. Chevalier-Marescq et cie, éditeurs, 1898.
- Albert Gauthier de Clagny, Un Semeur d'énergie. Paul Déroulède, in Conférence donnée aux membres de la Ligue des patriotes et de la Société de graphologie, à Paris, le 17 mars 1923, sous la présidence de M. Charles Le Goffic, Paris, Société de graphologie, 1923.